# Ejagham
L'ejagham (o ekoi) és una llengua que es parla al sud-est de Nigèria a l'estat de Cross River i també al Camerun.
És una llengua que forma part de les llengües ekoid, que formen part de la família meridional de les llengües bantus. Té una gran diversitat dialectal; en destaquen els dialectes ejagham oriental, ejagham meridional (Abakpa, Aqua, Ekin, Kwa, Qua) i ejagham occidental.

## Distribució geogràfica i ús
A Nigèria hi ha 67.300 parlants d'ejagham (2000), a l'estat de Cross River, concretament a les LGAs d'Akampka, d'Idom, d'Odukpani i de Calabar. Segons el joshuaproject en aquest país hi ha 95.000 ejagham-parlants. Al Camerun hi ha 49.400 parlants d'ejagham (2000), localitzats a la Regió del Sud-oest, a les sub-divisions de Mamfe meridional i d'Eyumodjok que pertanyen a la divisió de Manyu. Aquesta xifra és elevada fins als 70.000 ejagham-parlants al Camerun segons el joshuaproject.
La llengua es fa servir de manera normal i en tots els dominis i edats i té obres literàries, programes de ràdio, televisió, diccionari i gramàtica. S'escriu en l'alfabet llatí des del 1976. Al Camerun també és una llengua escolar.